# 天主教布滕博-貝尼教區
天主教布坦伯-本尼教區（拉丁語：Dioecesis Butembensis-Benensis）是剛果民主共和國一個羅馬天主教教區，包括北基伍省北部和東方省東南部。屬布卡武總教區。
1934年4月9日設本尼自治傳教區，1938年2月9日升為代牧區。1959年10月10日升為教區。1967年2月7日易名至今。
2006年有教友993,000人（佔轄區總人口67.9%）、卅五個堂區、199名司鐸。現任教區主教為默基瑟德·斯庫里·帕魯庫。